# NGC 4712
NGC 4712 (другие обозначения — UGC 7977, MCG 4-30-21, ZWG 129.25, KUG 1247+257A, IRAS12471+2544, PGC 43368) — спиральная галактика в созвездии Волосы Вероники.
Этот объект входит в число перечисленных в оригинальной редакции «Нового общего каталога».